# Arxiu Comarcal del Garraf
L'Arxiu Comarcal del Garraf (ACGAF) és un arxiu ubicat a l'antic Castell de la Geltrú i creat el 1997 que vetlla per la preservació, tractament arxivístic i difusió del patrimoni documental de la comarca del Garraf. El 2016 aplega 2.870 metres lineals de documentació i compleix la doble funció d'arxiu comarcal i arxiu municipal de Vilanova i la Geltrú, la capital de comarca i la ciutat on està ubicat. El seu funcionament està basat en un model de cogestió en el que participen l'Ajuntament, la Generalitat de Catalunya i el Consell comarcal. Forma part de la Xarxa d'Arxius Comarcals, i del Sistema d'Arxius de Catalunya (SAC).

## Història
L'any 1943 s'intenta per primera vegada de manera oficial la creació d'un Museu-Arxiu local o comarcal al Castell de la Geltrú, per tenir cura del patrimoni artístic i documental de la vila. Aquesta proposta no es va materialitzar fins a l'any 1997, quan l'Ajuntament, la Generalitat de Catalunya i el Consell Comarcal del Garraf signen un conveni que es tradueix en la inauguració de l'Arxiu Comarcal del Garraf amb seu al Castell de la Geltrú. El nou arxiu comarcal reuneix des d'aquell moment el fons de l'arxiu municipal de Vilanova i la Geltrú, fons notarials, judicials i fotogràfics.
D'altra banda, les primeres referències que trobem de l'existència de l'arxiu municipal i la seva organització són de finals del s. XIX. L'any 1986 es trasllada, de manera provisional, de les dependències de l'Ajuntament a la Biblioteca-Museu Víctor Balaguer, on rep tractament arxivístic i es confecciona el primer inventari, fins que el 1997 passa definitivament a l'edifici del Castell de la Geltrú, integrant-se al nou Arxiu Comarcal.

## Edifici
L'antic Castell de la Geltrú data del segle xiii. Als anys 90 del segle XX l'edifici va ser restaurat per albergar l'arxiu i dotar-lo dels serveis necessaris. Disposa d'una àmplia sala de consulta, espai per a exposicions, àrea de treball i tractament arxivístic, zona d'ingrés i cinc dipòsits amb capacitat per a 2.100 metres lineals.
Al març de 2010 s'amplien les instal·lacions per respondre a la demanda d'un volum documental creixent i s'inaugura la Secció de Documents Contemporanis en un nou edifici que suma 7.500 metres lineals de prestatgeria als ja existents a la seu de l'Arxiu. La nova secció disposa de tres dipòsits amb capacitat per a 2.500 ml. de prestatgeria compactada cadascun, dos petits dipòsits especials de preservació per a documents electrònics, suports digitals i arxius que requereixen unes condicions específiques de conservació com els fotogràfics, pel·lícules, etc., una sala de treball per a la tria i classificació de la documentació, el moll de càrrega i descàrrega i un espai per a la desinfecció, desinsectació i neteja de la documentació.

## Alguns documents

### Programa de la Festa Major de Vilanova i la Geltrú
La Festa Major de Vilanova i la Geltrú es fa en honor de la patrona de la ciutat, la Verge de les Neus. Comença l'últim cap de setmana de juliol i finalitza el 6 d'agost. Els carrers i places de la ciutat s'omplen de gegants, balls populars i d'activitats per a petits i grans. A l'arxiu trobarem gran varietat de documentació relacionada amb la Festa Major, des de bibliografia especialitzada o documentació municipal fins a una col·lecció completa de cartells i programes com el del 1956. Una mostra d'aquesta col·lecció, és aquest programa de la Festa Major de Vilanova i la Geltrú de l'any 1956, amb tots els actes i espectacles programats els diferents dies que durava la festa.

### Fons fotogràfic Jordi Mas
El fotògraf Jordi Mas Morando, nascut a Barcelona el 8 d'abril de 1921, ha anat aplegant al llarg de la seva activitat professional un dels arxius fotogràfics més importants de la comarca. La seva dilatada vida professional abraça diversos àmbits del món de la fotografia. D'una banda, la vessant més periodística queda palesa sobretot a través de la col·laboració gràfica al Diari de Vilanova i en altres diaris d'abast nacional, mentre que la part més artística ha quedat per la posteritat en els paisatges idíl·lics de la costa catalana reproduïts en precioses col·leccions de postals. Popularment Jordi Mas també és molt conegut per la botiga i laboratori fotogràfic que va regentar durant molts anys al carrer dels Caputxins de Vilanova i la Geltrú.
L'any 2006 el Sr. Jordi Mas decideix dipositar tot el fruit del treball de la seva vida al nostre arxiu. Més de 175.000 imatges de Vilanova i la comarca del Garraf d'un valor històric i artístic excepcional. L'Arxiu Comarcal del Garraf, amb la incorporació d'aquest fons fotogràfic es converteix en un dels arxius fotogràfics més importants de Catalunya. Només entre l'Arxiu Fotogràfic Municipal de Vilanova (conegut pel dels germans Bellmunt), l'Arxiu de Ramir Horro i el de Jordi Mas Morando, s'apleguen en els nostres dipòsits més de 600 mil imatges de caràcter històric (1945 - 1990) de Vilanova i la seva comarca. La Fotografia de la nevada de l'any 1955 del fons fotogràfic Jordi Mas és una de les del fons de Jordi Mas Morando, dipositat a l'Arxiu Comarcal del Garraf des del 2006.

### Plànol de Vilanova i la Geltrú

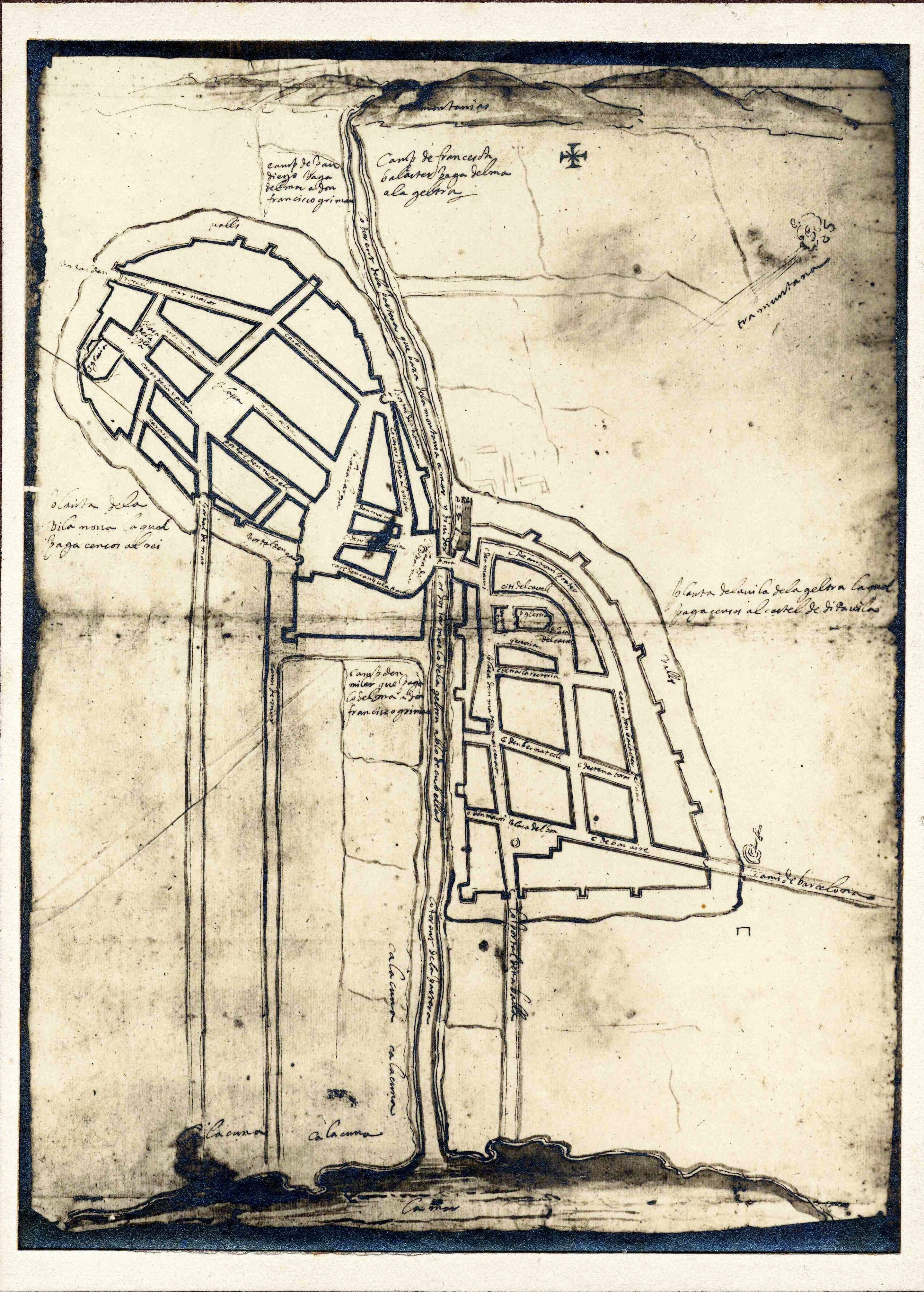
Reproducció fotogràfica del plànol de Vilanova i la Geltrú del segle XVI.

Es tracta de la reproducció fotogràfica d'un plànol del segle XVI molt detallat per l'època que forma part del fons municipal de Vilanova i la Geltrú. Al mateix plànol indica: "Planta de la Vila nova la qual paga censos al rei" i "Plànol de la geltrú la qual paga censos al castel de dita vila". No està datat però li podem donar una data aproximada. Mostra la Geltrú i Vilanova unides i amb les respectives muralles ampliades però a la vegada unificades. Podria ser que el plànol fos del projecte d'ampliació de la muralla, poc abans del 1557. Hauria d'estar entre aquesta dat i el 1603, ja que és l'any on es va decidir enderrocar les torres i ampliar les muralles per incloure altres carrers i en el plànol encara surten dibuixades les torres i la muralla sense carrers que s'inclourien més tard.
De dalt a baix, el Torrent de la Pastera separa els dos nuclis, cap al nord trobem "las montanias" i cap al sud "la lacuna"i el mar, tal com indica el plànol. La Vila nova presenta quatre portals: Rossell, Plana, Gassó i Mar. L'antic portal d'en Negre i el portal d'en Clarà ja no són portals pròpiament dits. De la Vila nova surten dos llargs camins que van a Mar. Un és l'actual carrer Caputxins que surt del Portal de Mar i un altre sortia del Portal d'en Gassó, i correspon amb l'actual carrer Pàdua. L'estructura urbanística dins les muralles era molt semblant a l'organització dels carrers actual, només a excepció de les pròpies muralles, per tant, a través d'aquest document conservat a l'Arxiu Comarcal del Garraf podem dir que a la part més antiga de la ciutat ha conservat la seva estructura inicial.

### Llibre d'actes de 1650

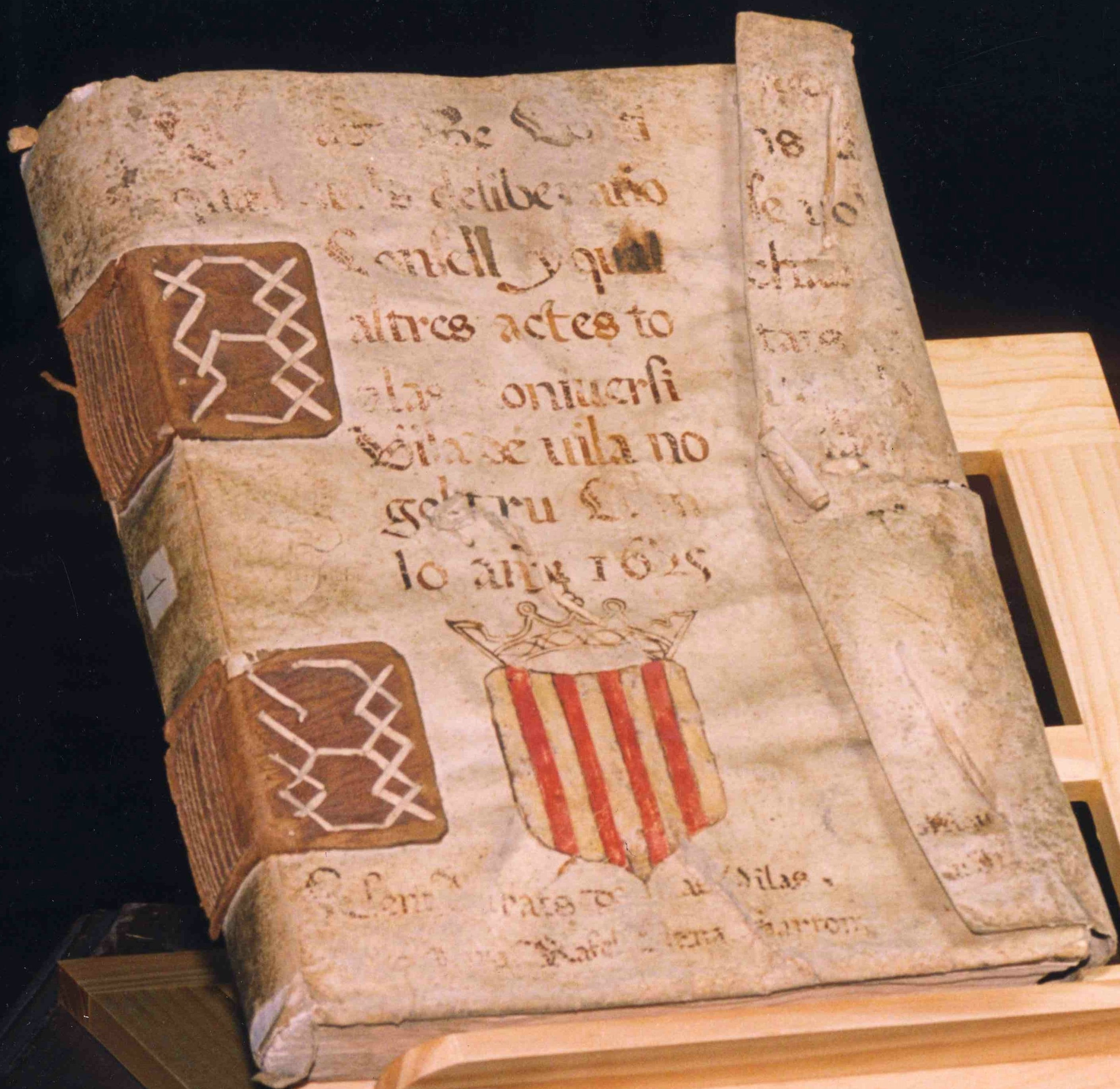
El llibres d'Actes del Consell de l'Ajuntament de Vilanova del 1625 al 1650 està a l'Arxiu Comarcal del Garraf.

De la importància històrica de la documentació municipal n'és una bona mostra la sèrie dels llibres d'Actes del Consell de l'Ajuntament de Vilanova des del segle xvi, en concret des de 1571, fins avui, amb més de 150 volums. Contenen els acords del Ple Municipal des de la seva creació i és una sèrie molt consultada pels investigadors de la història local de la ciutat. Una gran part d'aquesta sèrie documental està digitalitzada i es pot consultar a les pantalles de la sala i treballem perquè es pugui fer des de casa a través d'internet.

### Protocol notarial del notari Francesc Falp

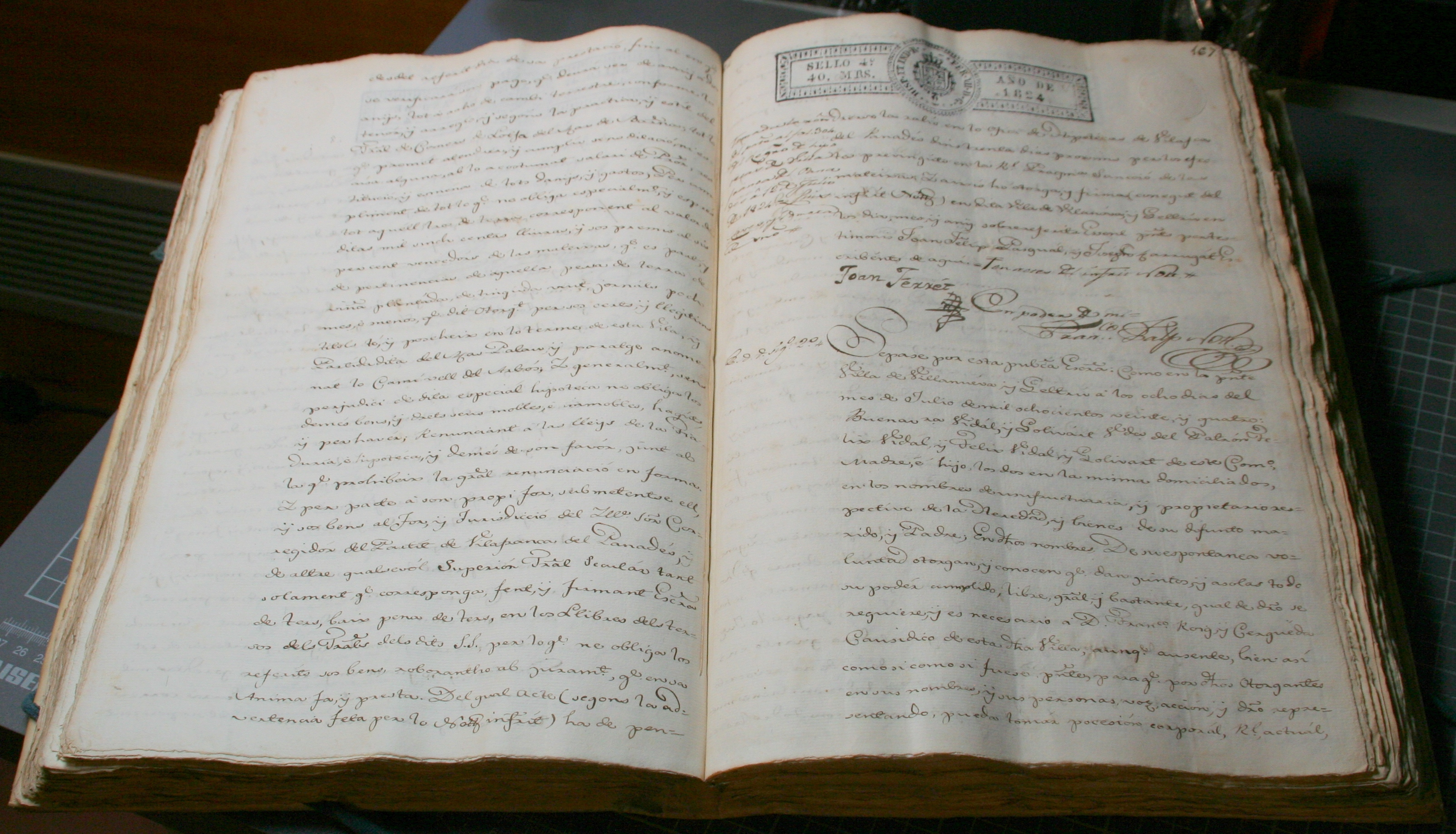
Protocol notarial del notari Francesc Falp del 1824.

El protocol notarial és el conjunt de documents autoritzats i expedits per un notari en la seva pràctica professional, en el període d'un any, coincideix majoritàriament amb un volum o unitat física. Però amb el pas dels anys, un protocol d'un notari es pot ampliar més enllà d'un volum. El primers manuals del segle xvi presenten, un estat de conservació força precari a causa de la manca de cobertes, l'estat deficient de les relligadures, la humitat o l'efecte oxidant de la tinta utilitzada. Pel que fa al tipus d'enquadernació, al llarg dels segles xvi i xvii és majoritàriament coberta de pergamí documental reutilitzat o cobertes de paper en un segon nivell. Des del segle xviii les cobertes són bàsicament de cartró folrat de pergamí o cartró sol.
Per a oferir als investigadors una eina de treball indispensable per la realització de la seva recerca, es va confeccionar un catàleg d'aquest fons unificant el protocols provinents de l'Arxiu Històric Municipal i el de l'Arxiu de Protocols de Vilanova i la Geltrú. Ambdós foren ingressats l'any 1998 a l'Arxiu Comarcal del Garraf i d'ençà del seu ingrés es va dur a terme la seva ordenació i catalogació seguint els criteris establerts per la Fundació Noguera. En aquest sentit, es va configurar una fitxa per a cada unitat en què es fa constar el nom del notari, les dates extremes, l'estat de conservació i el nombre de pàgines. Darrerament, s'ha informatitzat aquest fons, a través del programari de la Generalitat de Catalunya, GIAC.

## Fons
Dels seus fons documentals cal destacar el de l'Ajuntament de Vilanova i la Geltrú (1414-2009), el fons judicial dels jutjats de primera instància de la vila, el fons patrimonial de famílies de renom de la ciutat, el recull de premsa local, col·leccions fotogràfiques i de cartells del segle xx, entre d'altres; així com el fons municipal d'Olivella (1889-2003), els fons del districte notarial (1560-1980), els del partit judicial (1870-1998) i una part de l'arxiu del Consell Comarcal.
També compta amb els arxius d'associacions i fundacions (FAC, Agrupació de Balls Populars, Comissions Obreres Garraf, PSUC, Fútbol Club Vilanova, Teatre Principal, Foment Vilanoví…), arxius d'empreses (Fàbrica "de la Rambla", de "Ca l'Escoda"...), fons personals i un recull de col·leccions periòdiques. Compta amb importants fons fotogràfics, ingressats mitjançant convenis de donació o de cessió en dipòsit; de la biblioteca d'estudis locals i comarcals de l'Institut d'Estudis Penedesencs i d'una biblioteca auxiliar d'abast comarcal de suport als investigadors.
Existeix una guia de l'arxiu històric municipal i el quadre de fons. Altres instruments elaborats són els quadres de classificació, entre els quals destaca el de la documentació municipal, els inventaris, en procés d'automatització, i els catàlegs.
Poden consultar-se en línia, també a la sala de consulta, els anys 1942 – 1979 del Diari de Vilanova a la pàgina web de la Base de dades de premsa històrica digitalitzada que manté la Subdirecció General d'Arxius i Gestió Documental de la Generalitat de Catalunya.